# Blatenský vodní příkop
Blatenský vodní příkop (německy Erbwassergraben) je přivaděč vody v Krušných horách vedoucí z přírodní rezervace Božídarské rašeliniště do Horní Blatné. Příkop je považován za unikátní vodní dílo. Roku 1980 byl vyhlášen technickou památkou. V roce 2017 byl prohlášen národní kulturní památkou.

## Historie
V 16. století byl v důlních revírech dostatek vodní energie nutnou podmínkou pro dobývání a zpracování rud. K pohonu vodotěžných strojů i k transportu stavebního a palivového dříví se využívala voda přírodních toků i umělých kanálů. Tedy i v hornoblatenském cínovém revíru došlo k výstavbě vodního příkopu, jehož zbudování se zasloužilo o rozvoj důlní činnosti v celé oblasti.
Příkop je dílem stavitele Stephana Lenka z let 1540–1544. Ještě během 16. století se dílo stalo výhradním majetkem Horní Blatné. Město v roce 1570 získalo od císaře Maxmiliána II. zvláštní výnos, kterým panovník prohlásil ochranu vodního příkopu a udělil Horní Blatné dědičné právo vybírat po všechny časy vodní poplatky. Odtud také pochází původní název příkopu Erbwassergraben/Dědičný vodní příkop.
I když příkop později neplnil svoji původní funkci, tedy přivádění vody potřebné pro cínové doly, byl opravován a udržován, mj. i z protipožárních důvodů, až do roku 1945. Poté byl ponechán svému osudu. Na počátku 90. let 20. století byl téměř zničen, koryto bylo zaneseno a na mnoha místech byly porušeny ochranné hrázky a zničeny i betonové konstrukce.
V letech 1995–2001 prošel celkovou rekonstrukcí. Obnova díla souvisela se změnou vztahu člověka k životnímu prostředí. Z božídarských rašelinišť bylo nutné zachycovat kyselé humidní vody a odvádět je mimo vodárenskou nádrž Myslivny, která je hlavním zdrojem pitné vody pro příhraniční obce v oblasti Jáchymova a Ostrova. Projekt obnovy byl zpracován podle dochované archivní dokumentace rekonstrukce z roku 1929, provedené tehdejším vodním družstvem v Horní Blatné.

## Technická data
Příkop se nachází v nadmořské výšce 975–945 metrů. Je téměř 13 km dlouhý a vede ze severního okraje Božídarského rašeliniště přes Myslivny, Ryžovnu, Bludnou a severní úbočí Blatenského vrchu až do Horní Blatné, kde je voda svedena do potrubí a odvedena do Blatenského potoka. Byl vykopán v terénu s korytem zpevněným kameny a břehy s násypy o výšce 1 metr. Vede po vrstevnících s mírným klesáním 1 metr na 100 metrů. Převýšení mezi začátkem a koncem je 32 metrů. Jeho šířka v minulosti dosahovala 2 metrů, po novodobé rekonstrukci je na většině trasy zhruba poloviční, tedy okolo 1 metru.
V drsných horských podmínkách nestačilo jen vykopat strouhu, příkop musel být dostatečně chráněn před rozmary počasí, především před sněhem a vichřicemi. Proto byly kolem příkopu vysázeny smrky a některé části se v zimě zakrývaly větvemi. K regulaci vody v příkopu sloužily hráze se stavidly, přepady a odváděcí kanály. Údržbu měli na starosti stálí dozorci, kteří zajišťovali opravy. Svoji funkčnost si příkop zachovával po staletí.

## Naučná stezka
Podél příkopu je vybudována 11,5 km dlouhá naučná stezka vybavená 23 informačními tabulemi. Začíná asi 1,5 km západně od Božího Daru a nad Horní Blatnou se napojuje na naučnou stezku Vlčí jámy.

## Fotogalerie

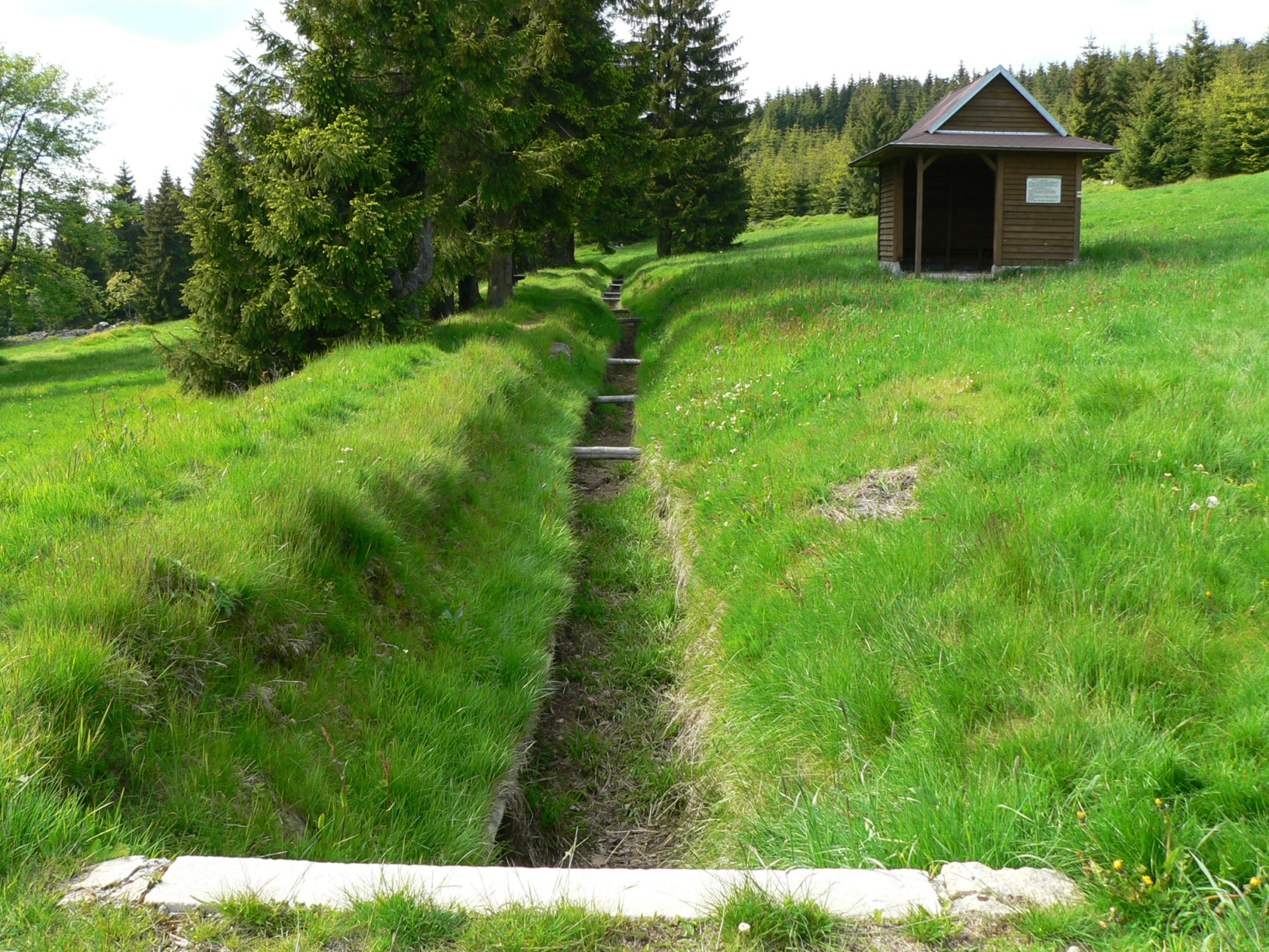
Na západním úbočí Blatenského vrchu
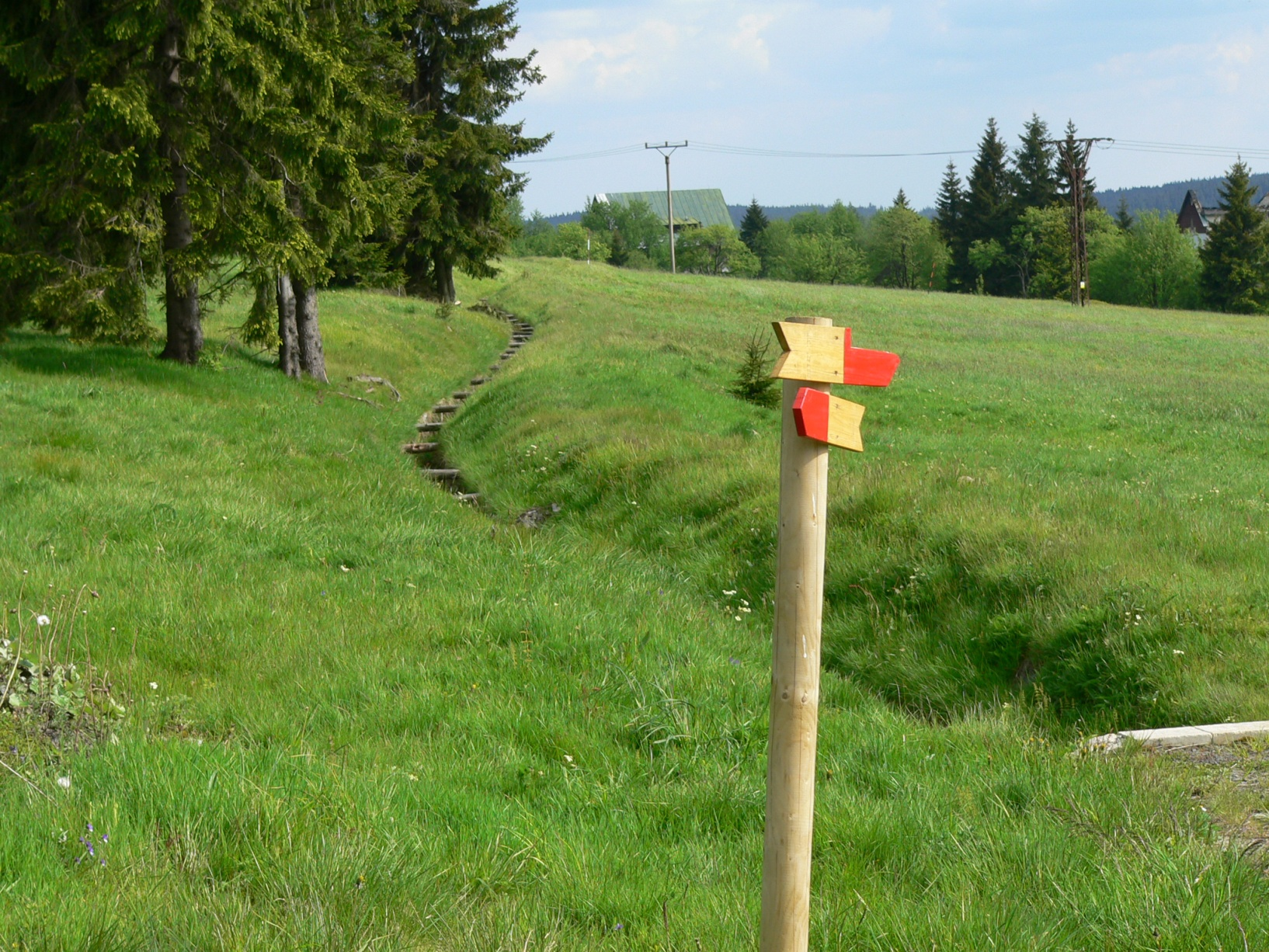
Poblíž Horní Blatné
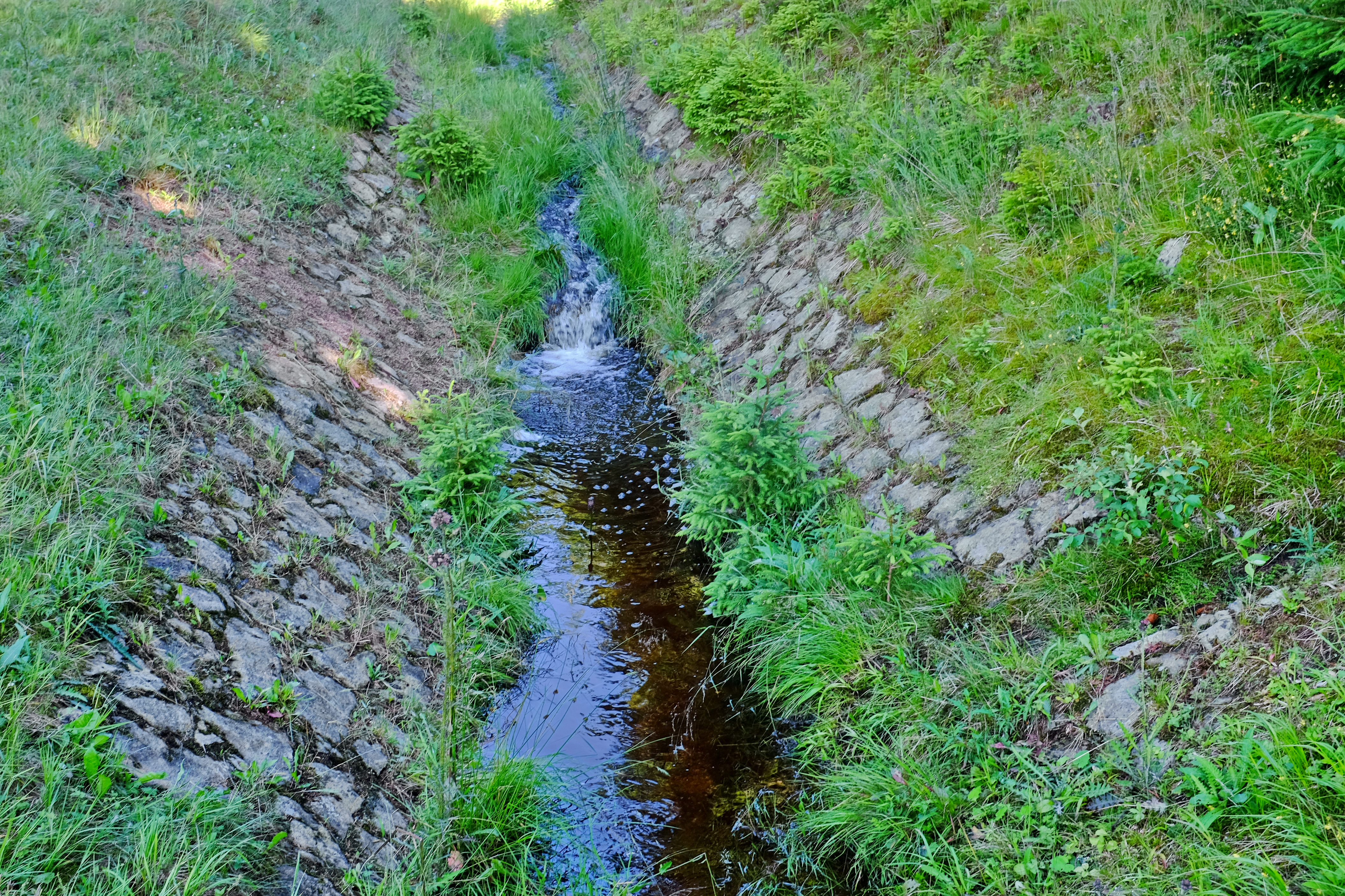
U bývalého dolu Pomoc Boží
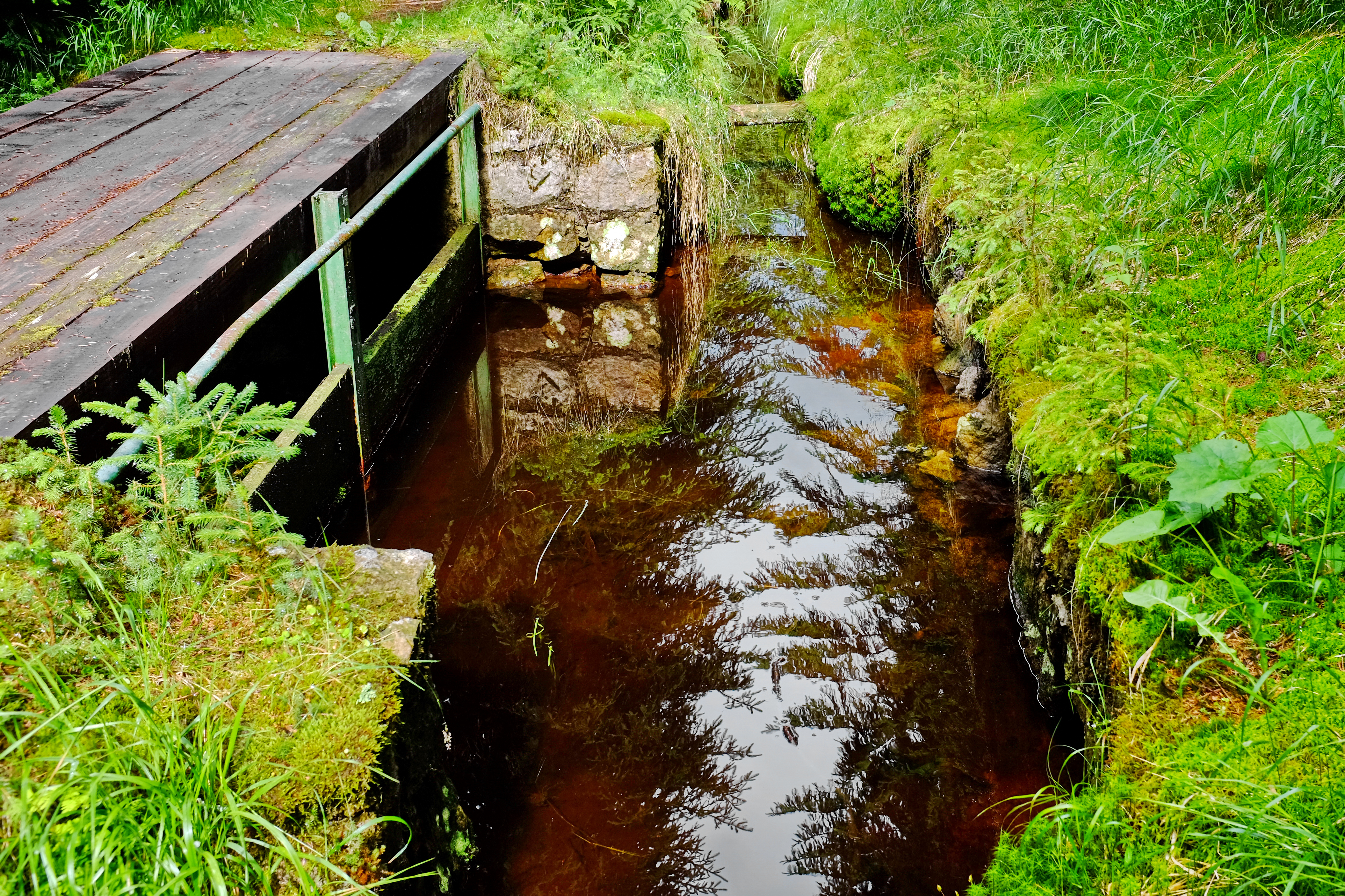
U zaniklé osady Scherberovy Domky
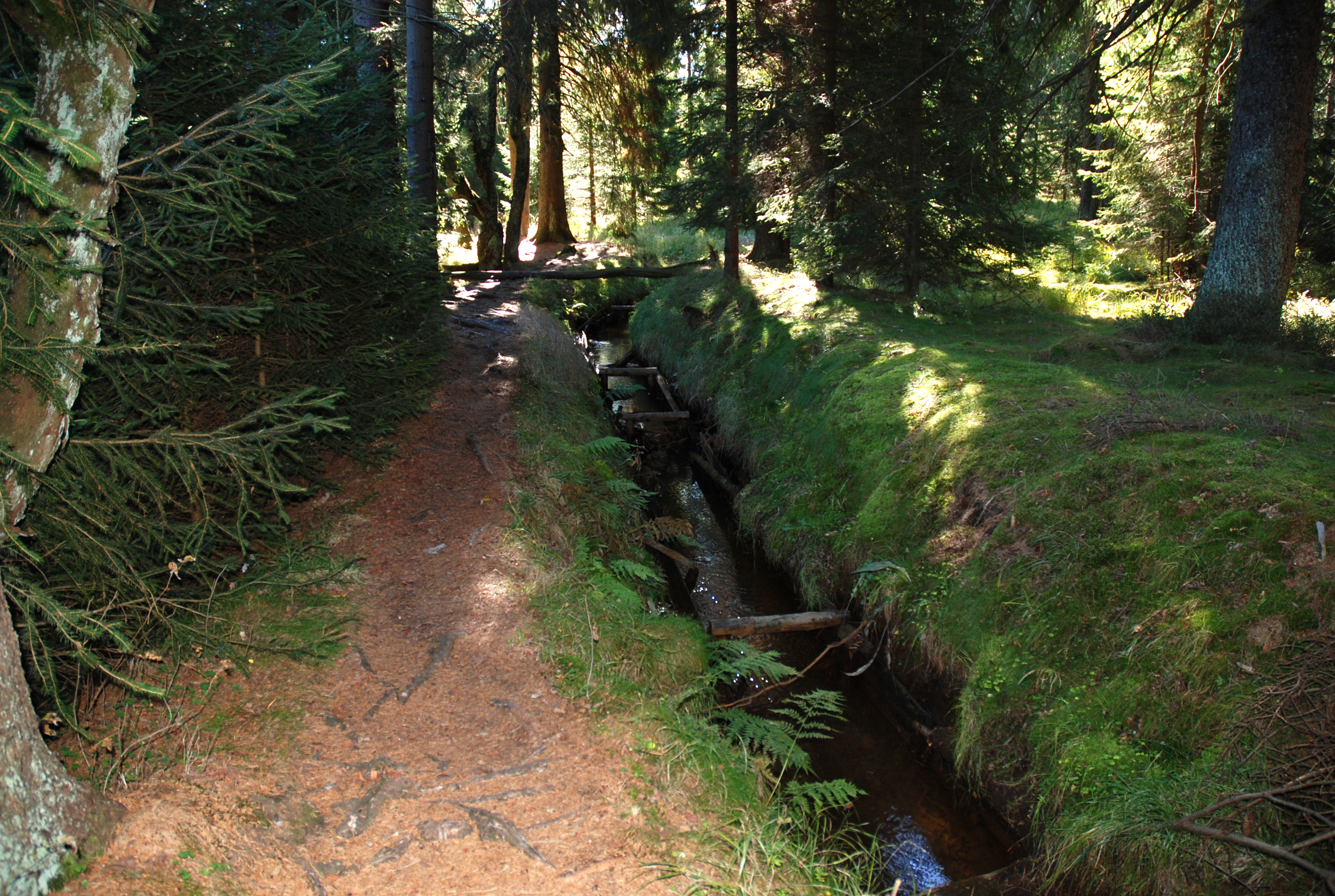
Poblíž nástupu z božídarské strany
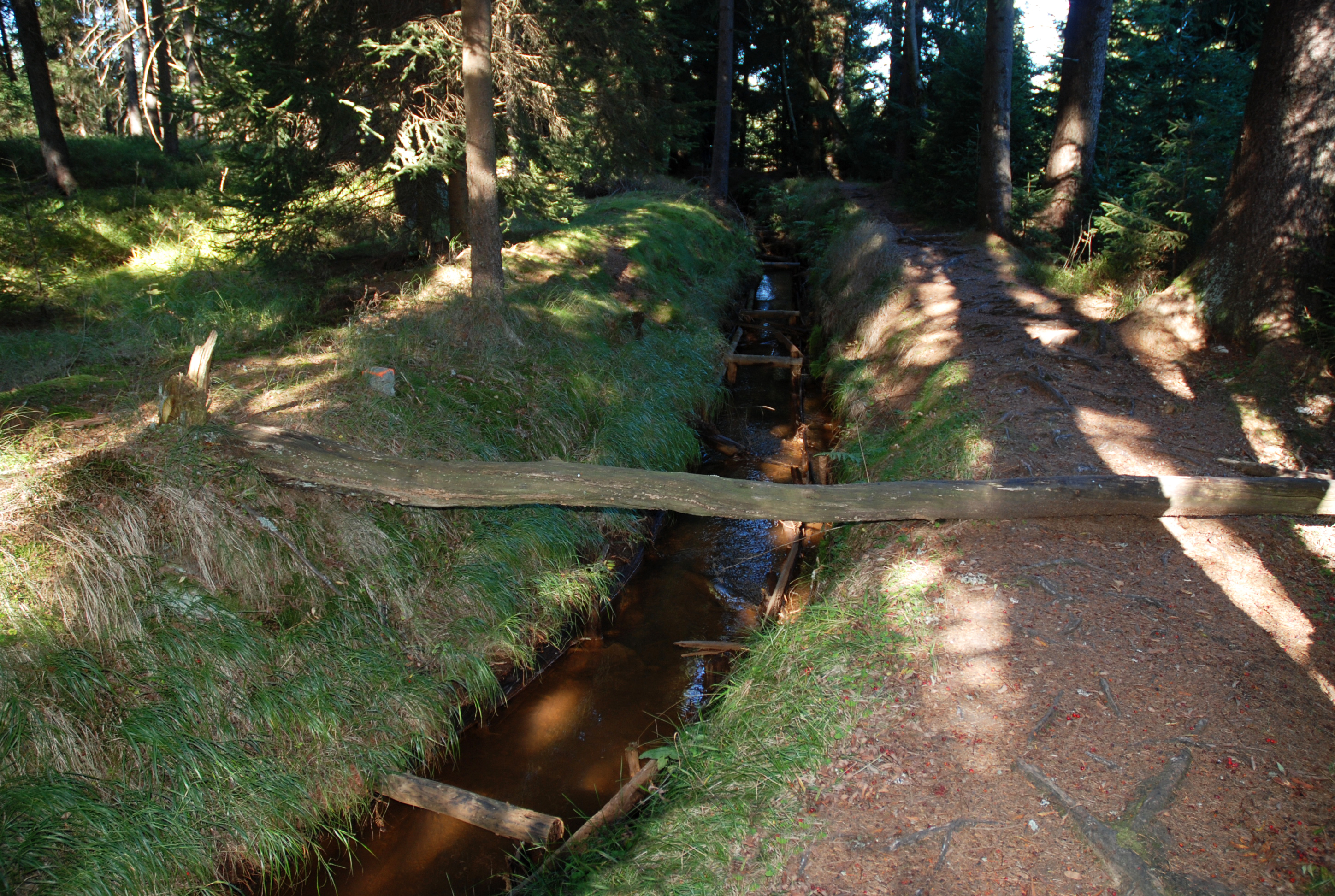
Poblíž nástupu z božídarské strany
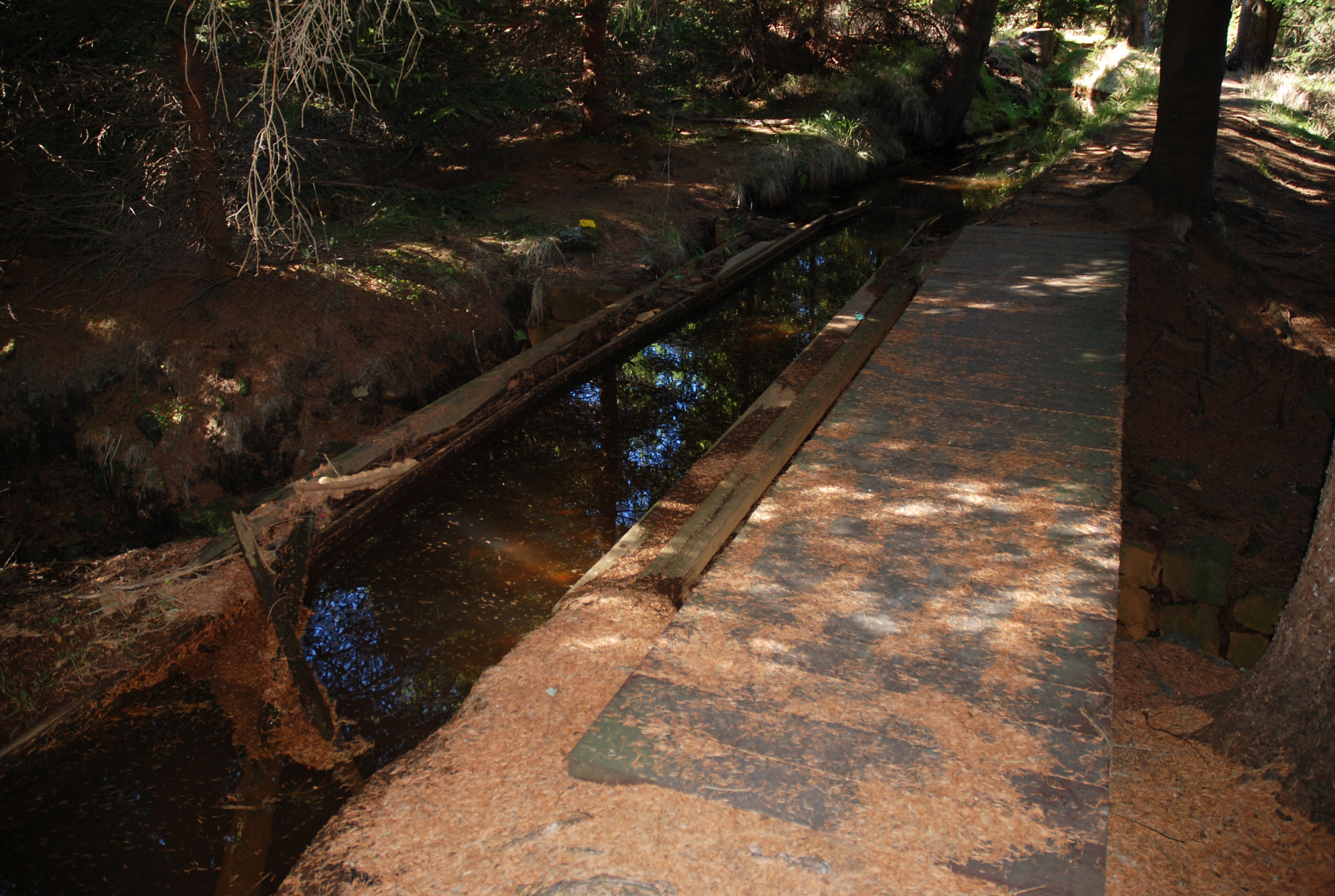
Poblíž nástupu z božídarské strany
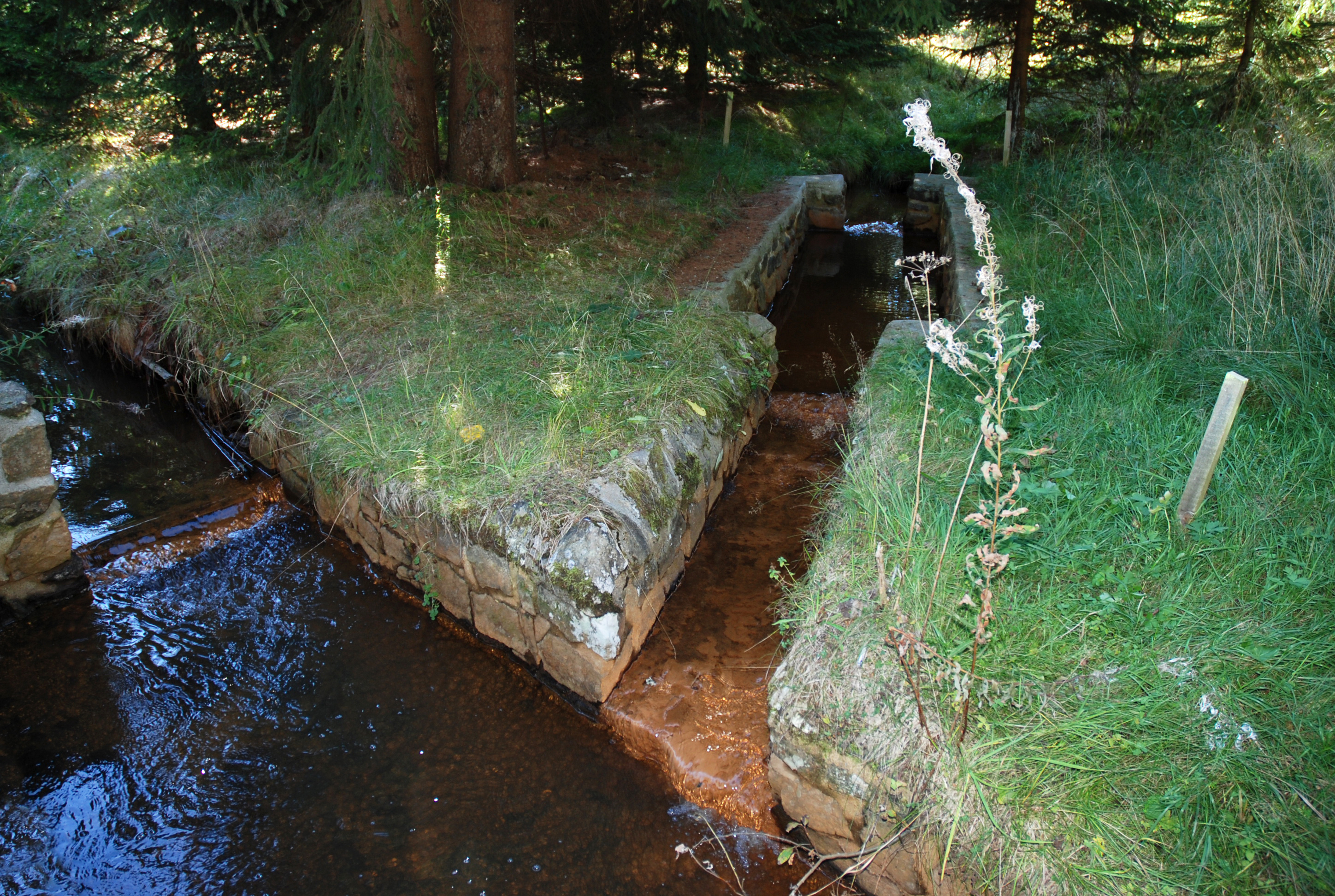
Poblíž nástupu z božídarské strany
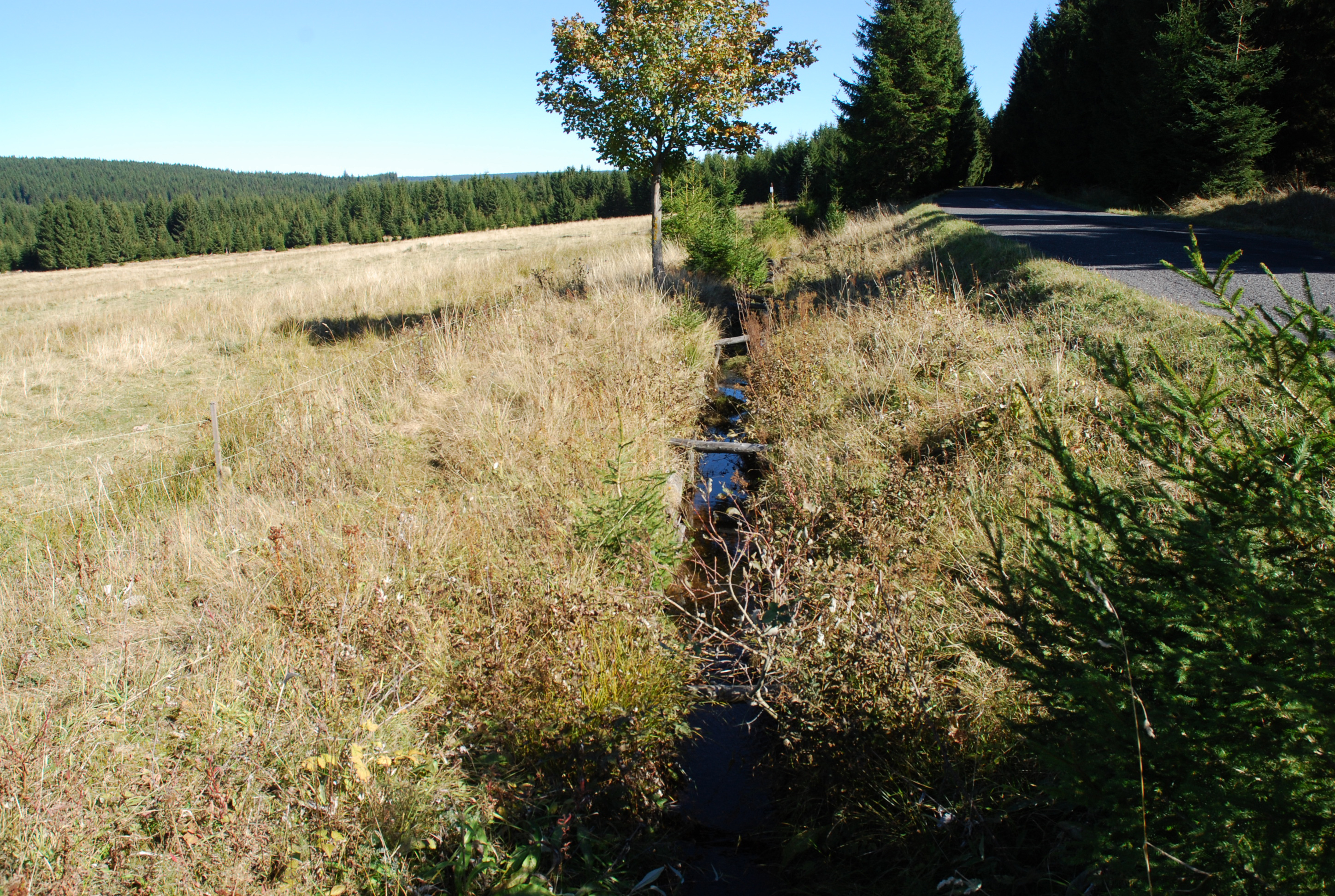
Poblíž Ryžovny